# タイトルホルダー
タイトルホルダー（欧字名:Titleholder、2018年2月10日 - ）は、日本の競走馬・種牡馬。主な勝ち鞍は2021年の菊花賞、2022年の天皇賞（春）、宝塚記念。
馬名の意味は「選手権保持者」。父、母父、二代母父がダービー馬であるため。2022年のJRA賞最優秀4歳以上牡馬である。

## 誕生・デビュー前
2018年2月10日に岡田牧雄が代表を務める北海道新ひだか町の岡田スタッドで誕生した。父ドゥラメンテは現役時に中央競馬クラシック二冠を達成した名牝系出身の種牡馬で、本馬はその初年度産駒にあたる。栗田博憲調教師の手がけた母メーヴェは、現役時に芝2600mのオープン特別競走を勝利した繁殖牝馬で、菊花賞5着などの戦績を残すことになる小柄な牝馬メロディーレーンをすでに生産していた。
同年7月10日にセレクトセールの当歳セッションへ出されると、馬主の山田弘によって2,160万円で落札された。姉のメロディーレーンと違って馬格の心配もないうえ、山田には、メーヴェに繁殖牝馬として成功する可能性を以前から感じており、またドゥラメンテに一口馬主として出資していたという縁もあった。落札の当日には、定年を控えていた栗田博憲に代わって、その娘婿である栗田徹調教師に預託されることも決定された。
中期育成のえりも分場では、襟裳岬からの強風や鹿・熊など野生動物などに晒される環境下で成長。岡田牧雄は「タイトルホルダーはへっちゃらな顔をしていた。1歳の夜間放牧で、ケロッとしている馬はほとんどいない。その時点で普通の馬ではなかった」と回顧している。
特に運動神経と心肺能力に優れ、2歳春では既に同期生のなかで抜けた存在になっていた。同時期にはビッグレッドファーム、コスモヴューファーム、岡田スタッドによる練習試合にも参加している。当時から岡田牧雄はスタッフと共に「この馬で菊花賞を獲るぞ!」と意気込んでいたという。

## 競走馬時代

### 2歳（2020年）
2020年10月4日に行われた中山競馬場での2歳新馬戦でデビューし、1着となる。2戦目の東京スポーツ杯2歳ステークスでは2番手追走から直線でいったんは先頭に並びかけるも、ダノンザキッドに突き離されて2着に敗れた。12月26日のホープフルステークスでは道中3番手追走も4着に終わった。

### 3歳（2021年）
3歳初戦となった3月7日の弥生賞ディープインパクト記念ではスタートで先手を取り、最後はシュネルマイスターとダノンザキッドの追撃を振り切って重賞初制覇を果たし、皐月賞への優先出走権を獲得。また父ドゥラメンテにとっても産駒の重賞初勝利となった。本馬が想定外に早い段階で活躍を見せたため、当初は菊花賞のために皐月賞や日本ダービーを回避する計画もあったが、これを改めて春クラシックへ駒を進める運びとなった。競走後、すでに岡田牧雄は来年の天皇賞（春）参戦と凱旋門賞挑戦を想定していたという。
前走騎乗の横山武史がエフフォーリアに騎乗する一方で田辺裕信に乗り替り、8番人気で迎えた皐月賞は2番手につけると直線で早めに先頭に立つがエフフォーリアに交わされ2着、皐月賞2着ながら8番人気で迎えた東京優駿は後続に差されシャフリヤールの6着に終わった。
夏は休養に充て、北海道へ戻して夜間放牧を行った。秋初戦となったセントライト記念は横山武史に鞍上が戻り、1番人気で出走するが道中前目につけるも進路がなく、さらに先行勢に厳しい流れとなりブービーの13着と大敗に終わった。
10月24日に42年ぶりに阪神競馬場での開催となった菊花賞に、レッドジェネシス、ステラヴェローチェ、オーソクレースに続く4番人気で出走した。エフフォーリアが天皇賞（秋）へ、シャフリヤールがジャパンカップへ出走した結果、同競走は皐月賞馬およびダービー馬不在のなか施行された。本馬を「1頭になればリラックスする」と評価していた横山武史の判断のもと、発走するとスタートから先頭を主張し、向こう正面で2番手のワールドリバイバルに1馬身半ほどの差をつけて単騎の逃げに持ち込んだ。1周目の3コーナーでモンテディオとエアサージュが2・3番手に上がってくるがそれらにも並ばせることなく、最初の1,000mを1分ちょうどで通過した。1コーナーを過ぎるとペースを落とし、そのまま先頭を維持。最終コーナー付近で2番手のセファーラジエルに差を詰められたがそれでも先頭をキープし、最後の直線でさらに末脚を伸ばすとそのまま逃げ切り、2着のオーソクレースに5馬身差をつけて優勝、馬名通りのタイトルホルダーとなる。
菊花賞での逃げ切り勝利は、1998年に横山武史の父・横山典弘が騎乗したセイウンスカイ以来23年ぶりである。この勝利でドゥラメンテ産駒は初のGI勝利、BMSモティヴェーター産駒にとっても初のGI勝利、栗田調教師にとっても初の中央GI勝利となった。鞍上の横山武史はエフフォーリアで勝利した皐月賞とあわせて二冠を達成し、父・横山典弘との父子制覇を成し遂げた。父父キングカメハメハ、父ドゥラメンテが中央競馬クラシック競走優勝馬であり、牡馬クラシック競走の父系三代制覇は史上初。二冠馬の産駒が父の勝てなかった一冠を勝利した例は、1959年のコマツヒカリ以来のことであった。
デビュー時以来の最大目標であった菊花賞を勝ったため、以後は天皇賞（春）が目標に据えられた。古馬になってからの成長を期待して以後の年内を休養にあてる計画もあったが、馬体重面での成長が見られ、有馬記念に出走することを決定。ファン投票で3位に入ったことも決め手になったという。
12月26日に行われた第66回有馬記念では、鞍上が横山武史からその兄である横山和生へと乗り替わりとなった。大外枠16番からの発走となり、天皇賞（秋）を勝ったエフフォーリア、グランプリ3連勝中のクロノジェネシス、ステラヴェローチェに続く4番人気に支持された。道中は大逃げを打つパンサラッサから離れた2番手で好走し、最後の直線で先頭に立ったものの、粘り切れずにエフフォーリアの5着に終わった。

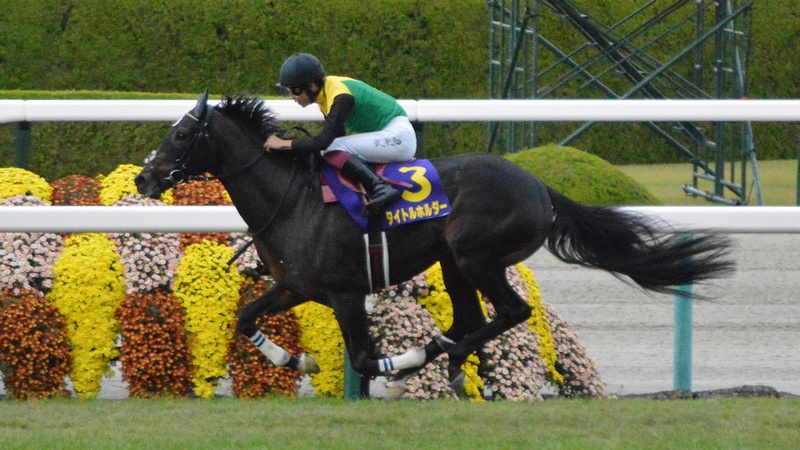
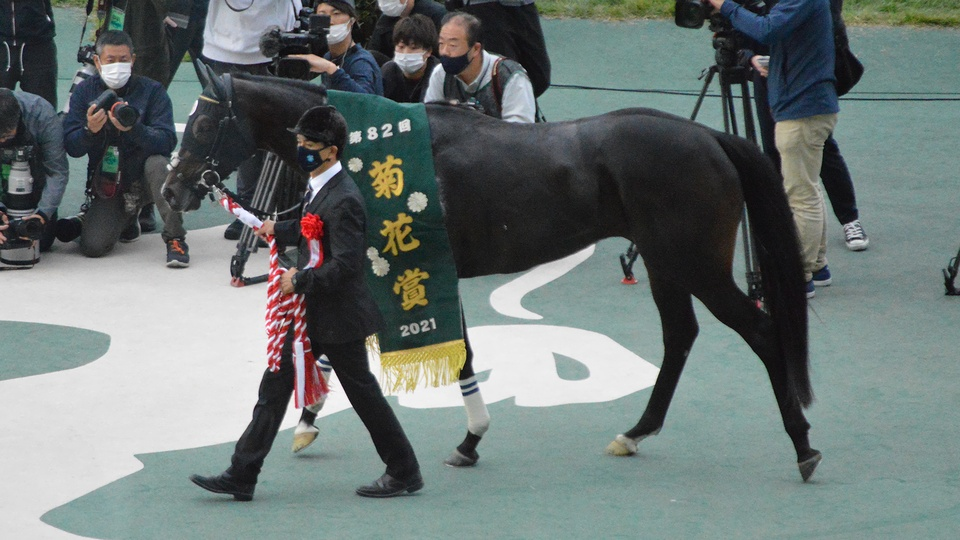

### 4歳（2022年）
有馬記念5着後に右後肢を痛めたが、美浦の育成牧場ブルーステーブルで治療を受けると1週間ほどで良化した。2月2日には3月26日に行われる日経賞からの復帰が発表された。復帰初戦となったレースでは、好スタートから先頭を奪うと、最後まで先頭を譲ることなくボッケリーニにクビ差をつけて優勝し、5月1日に行われる天皇賞（春）への優先出走権を獲得した。
5月1日に行われた天皇賞（春）に8枠16番で出走し、阪神大賞典を連覇して臨戦するディープボンドに次いで単勝4.9倍の2番人気に支持された。レースでは好スタートから先頭を切り、最初の1000mは60秒5で進むと、1周目のゴール前を通過した後にペースを落とし、次の1000mを63秒6で通過する。後続を引き付けて先頭のまま最終コーナーを回ると、直線では出走馬最速となる上がり3ハロン36秒4の末脚で後続を突き放し、2着ディープボンドに7馬身の差をつけて菊花賞に続く逃げ切りでのGI2勝目となった。鞍上の横山和生騎手はデビュー12年目でのGI初制覇となり、祖父・富雄、父・典弘との天皇賞（春）親子3代制覇を達成した。
次走として宝塚記念に出走することを表明。またこの頃、山田弘オーナー、栗田徹調教師、その父の博憲元調教師、岡田スタッドの岡田牧雄代表ら陣営の首脳会議が行われ、事前登録をしていた凱旋門賞の参戦プランが練られた。山田弘オーナーは「エフフォーリアに勝っていない段階で、日本代表として参加するのは、おこがましい」と、岡田牧雄代表は「番手の競馬で勝てないようでは厳しい」と考えていたため、次走の宝塚記念で番手での競馬ができれば凱旋門賞に参戦することが決定。その是非は宝塚記念終了後に発表されることとなった。
6月9日に発表された宝塚記念のファン投票の最終結果では、1990年にオグリキャップが記録した15万2016票を上回る歴代最多の19万1394票を集めて1位に選出された。6月26日に行われた第63回宝塚記念は、本馬場入場後のオーソリティの馬体故障による競走除外で17頭立てとなり、エフフォーリアに次ぐ2番人気に支持された。好スタートからハナを主張するも、外から競りかかってきたパンサラッサに前を譲り2番手に収まる。パンサラッサが最初の1000mを57.6秒という超ハイペースで逃げる展開となるが、4コーナーでこれを捉えると直線で他馬をさらに突き放す末脚を見せ、上がり最速の脚を使って追い込んできたヒシイグアスに2馬身差をつけて優勝した。勝ち時計の2分09秒7は、2011年にアーネストリーが記録した2分10秒1を0秒4更新する大レコードで、天皇賞（春）に続くGI3勝目となった。天皇賞（春）、宝塚記念と連勝するのはディープインパクト以来16年ぶりのことである。宝塚記念を制したことで、ラッキーライラック、グランアレグリアと並ぶ歴代最多タイとなる阪神競馬場でのG1通算3勝目となった。また、鞍上の横山和生騎手の祖父・富雄、父・典弘も宝塚記念を制しており、天皇賞（春）に続く親子3代制覇を達成した。
前哨戦を使わず、次走として凱旋門賞に直行する予定であることを表明した。鞍上は引き続き横山和生。
国際競馬統括機関連盟が当年の1月1日から7月10日までのレースを対象として発表した「ロンジンワールドベストレースホースランキング」では、宝塚記念の勝利が124ポンドと評価され、日本馬最高位の第4位タイに位置付けられた。
日本時間9月17日、シャンティイ競馬場に到着。
10月2日、凱旋門賞当日を迎えた。日本でのオッズでは1番人気となり、レースでも果敢に逃げの手を打ち直線入り口まで先頭を保ち続けたものの、直線で勝ち馬アルピニスタに馬なりでかわされるとその後はずるずる後退、セントライト記念以来の二桁着順となる11着と大敗した。しかし、出走した日本馬4頭の中では最先着となった。
12月25日に行われた第67回有馬記念に出走し、イクイノックスに次ぐ2番人気に支持される。レースでは終始先頭で逃げたものの、4コーナーで失速し、見せ場なく9着に大敗した。

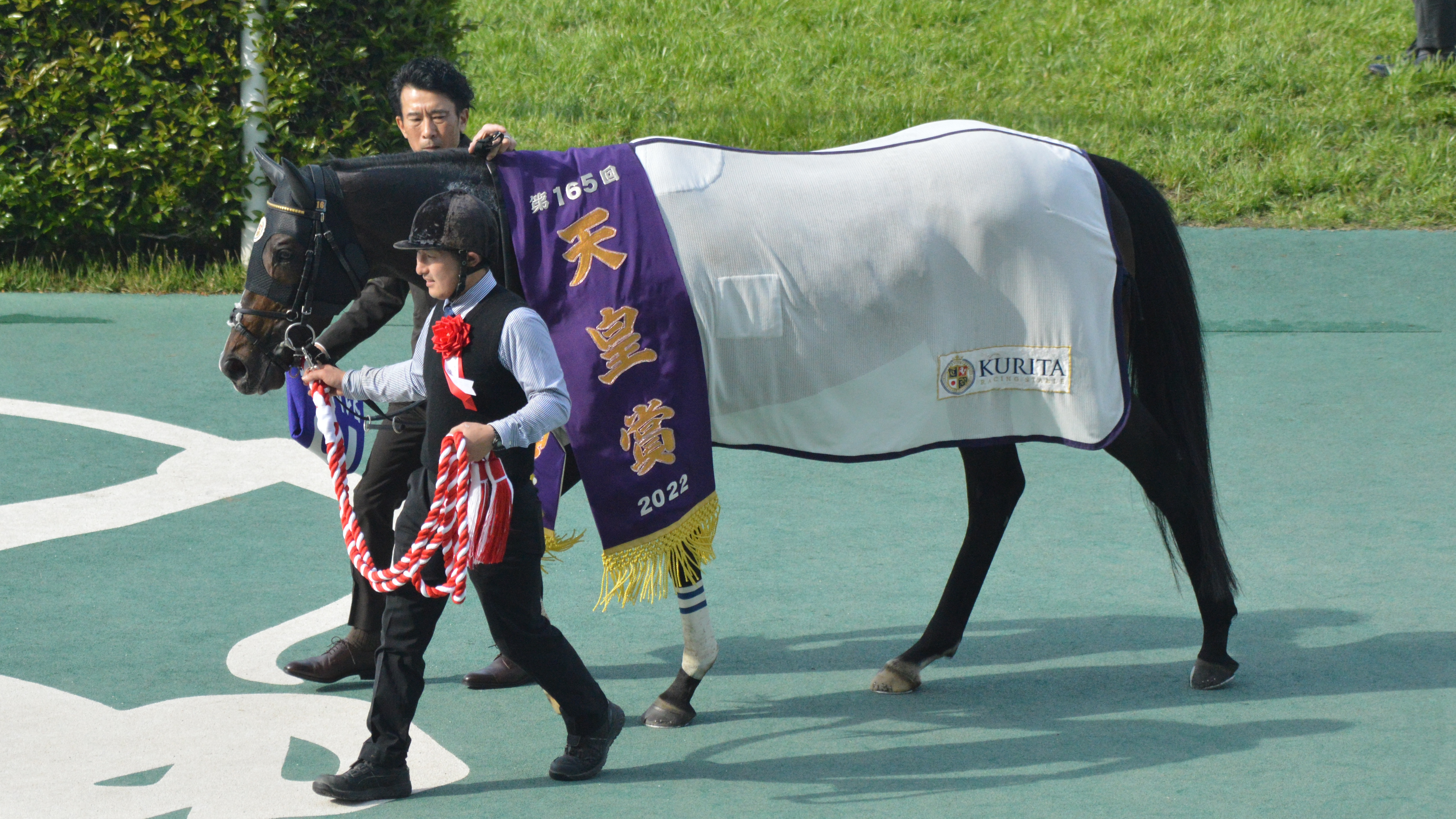
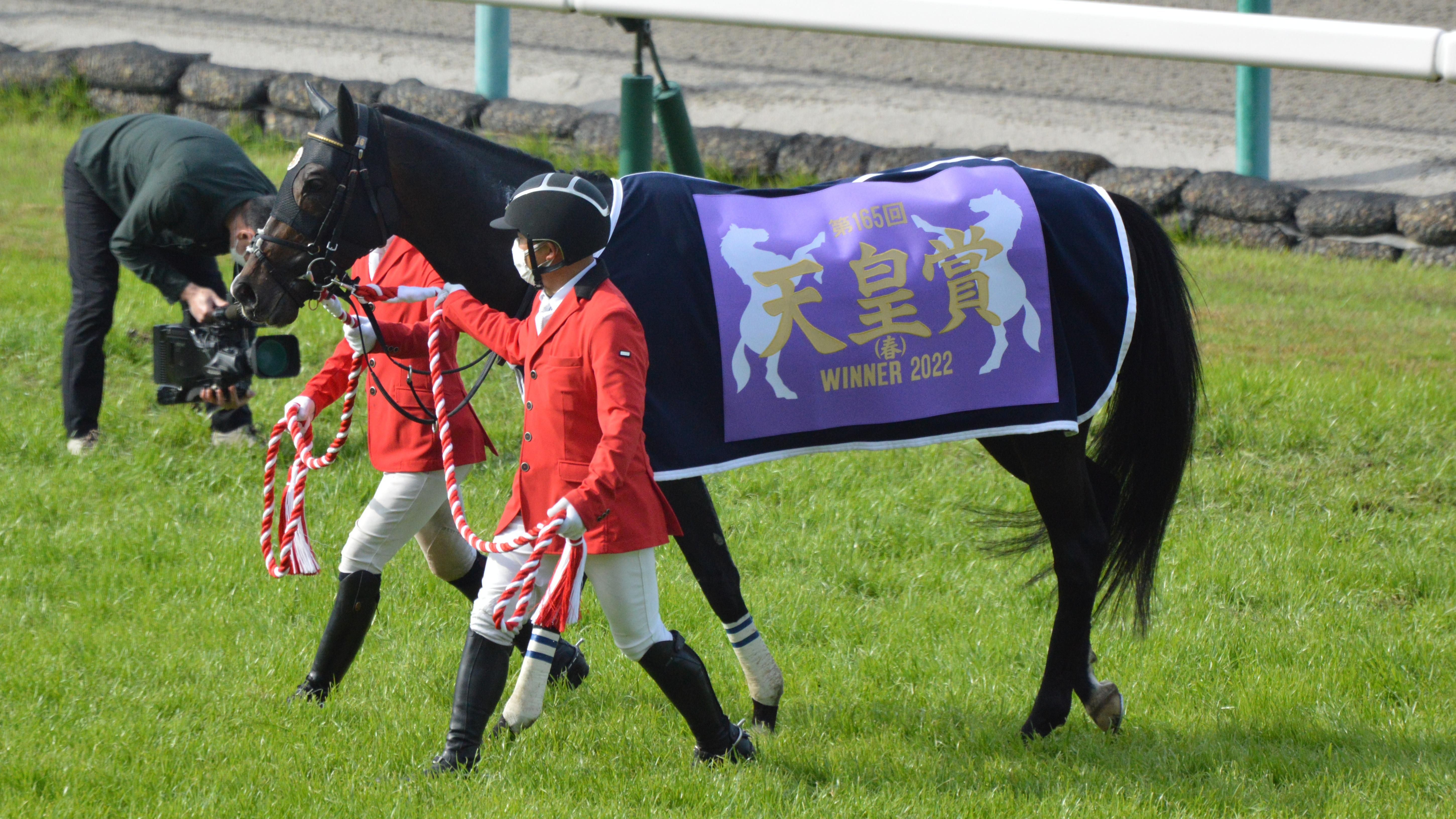
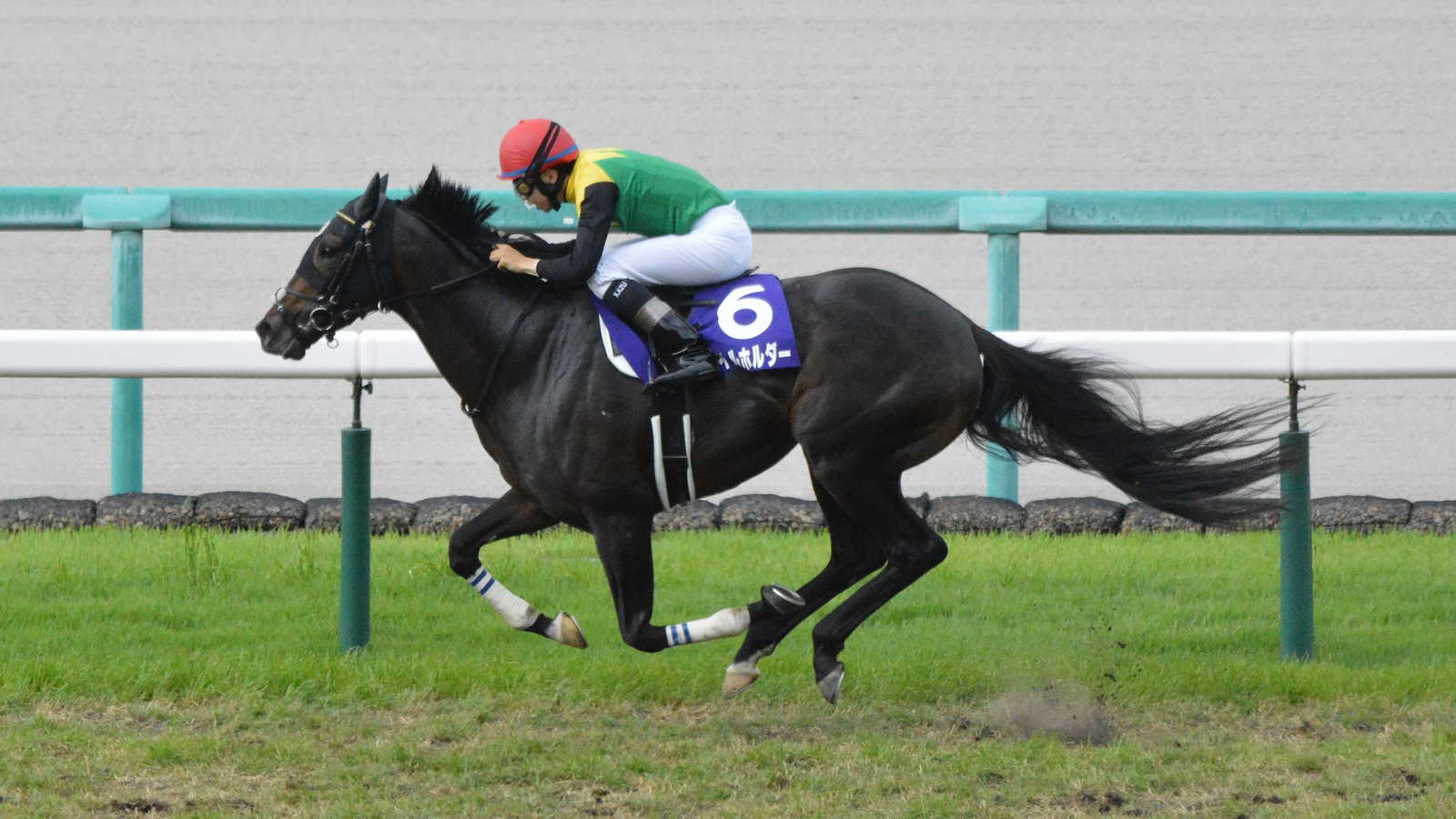
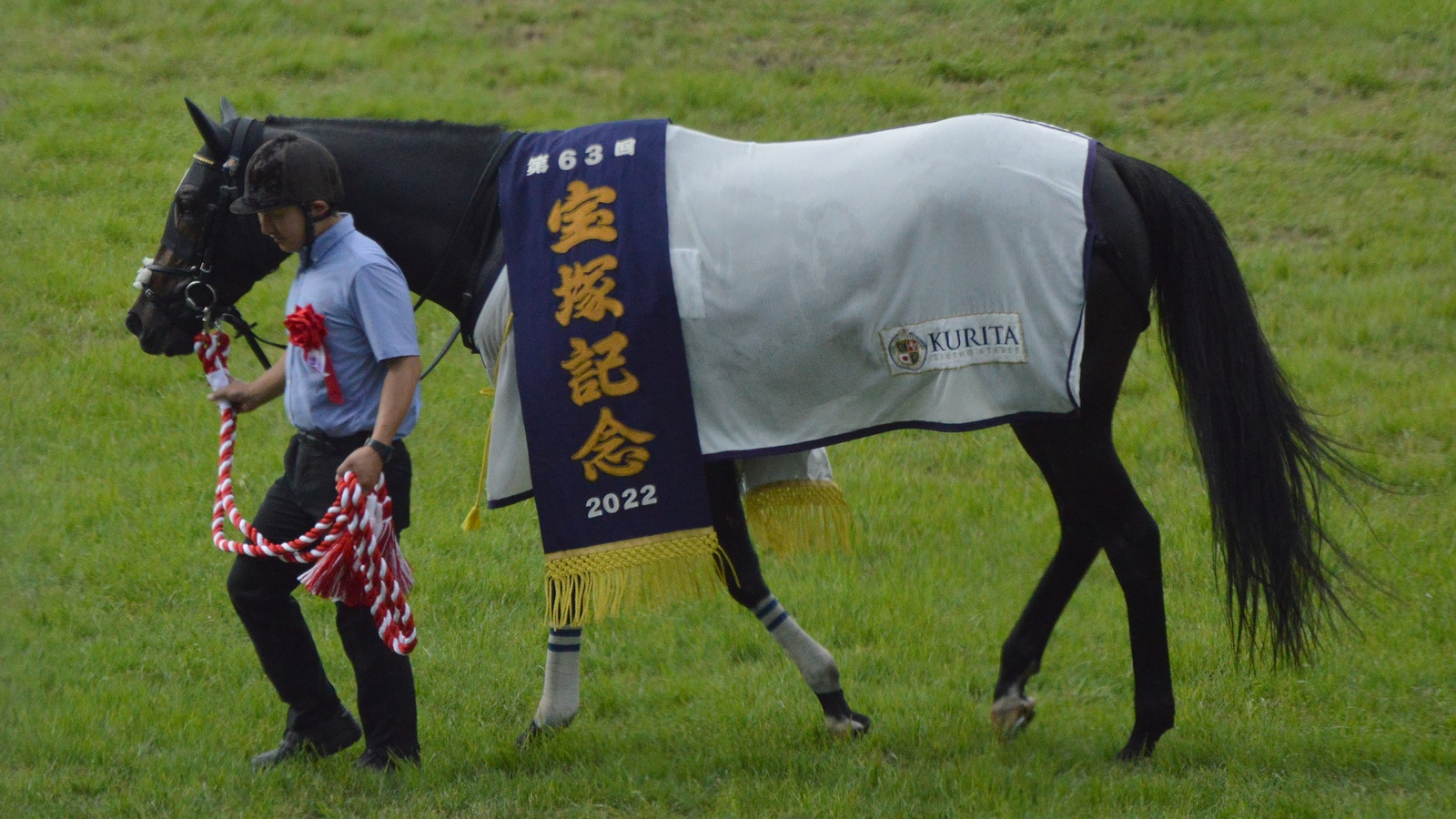
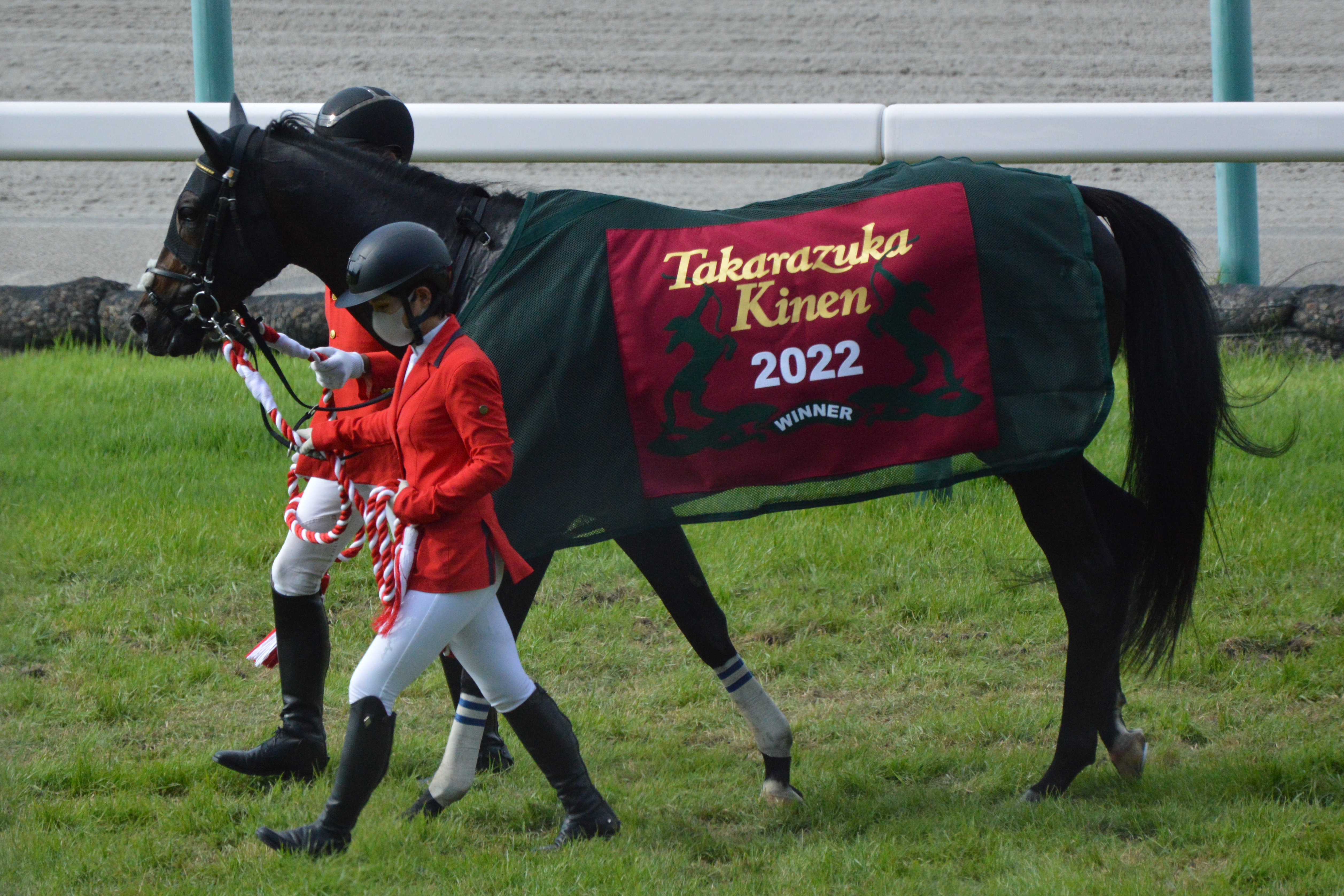

### 5歳（2023年）
明け5歳の初戦は3月25日に中山競馬場で行われた日経賞で、スタートからスムーズに先手を奪い、直線へ向くと後続を突き放し、8馬身差での逃げ切りを決めて重賞6勝目を飾るとともに、天皇賞・春への優先出走権を手にした。
4月30日、3年ぶりの京都開催となった天皇賞・春は、その実績と経験値からオッズ1.7倍の1番人気に推された。レースは好スタートを決めるも17番枠のアフリカンゴールドがハナを取り、ホームストレッチまで2番手を追走、1コーナーでアフリカンゴールドが失速したため、先頭となった。2周目の4コーナー付近で、失速するとそのまま騎乗していた横山和生が馬を止めて下馬し競走中止となった。また同レースで15着のトーセンカンビーナも、ゴール後に故障が判明した。栗田は、本馬について「下り坂でバラけたみたい。馬は大丈夫そうです。右が硬いですね。これから検査します」と説明した。診断の結果、右前肢跛行とJRAより発表された。同じく競走中止のアフリカンゴールドは心房細動、また15着に入線後下馬したトーセンカンビーナは左前浅屈腱不全断裂と発表された。その後、エックス線と腱靱帯のエコー検査を受けて異常が見られなかったことから、以降の春シーズンは全休し北海道へ放牧へ出されて休養に充てることが決定した。
秋初戦はオールカマーで2着。次走の第43回ジャパンカップではゲート内で少し暴れる様子を見せつつもパンサラッサから大きく離れた2番手を追走したが、4コーナーを曲がり切ったところでイクイノックス、リバティアイランド、スターズオンアースに交わされ、最終的に5着となった。
その後12月6日、管理する栗田調教師により、同月24日の第68回有馬記念を現役最終戦として競走生活から引退し、種牡馬入りすることが発表された。有馬記念では、スタート後すぐ先頭を切り直線まで粘るものの、ゴール手前でドウデュースとスターズオンアースに交わされ3着となったが、すでにピークは過ぎたと思われた評価を覆し居並ぶ最強馬達をその背に引き連れ最終コーナーに突っ込んで行く勇姿と、クラシックを分け合った5着のシャフリヤールが最後の直線でタイトルホルダーに勝負をかけるように追い込んでくる姿は観客、ファンを感動と興奮の渦に巻き込んだ。。
同日の中山競馬全レース終了後に引退式が行われ、オーナーである山田氏が涙をこらえながら「3着ではございましたが、これぞ!タイトルホルダー!というレースを皆様にお見せすることが出来たと思っております。（中略）最後に、いつまでもいつまでもこの馬の名前、忘れないでください。その名は、タイトルホルダー!」とヒーロー列伝のワードで締め括られ観客の「忘れられるわけねぇだろ!!」というヤジも相まって会場は大歓声のうちに幕を閉じた。式典終了後には出席した横山和生、横山武史両名による引き馬や、引退式で授与された花束をファンに向かって投げ入れる等のファンサービスが行われた。翌2024年1月5日付で競走馬登録を抹消、引退後は北海道新ひだか町のレックススタッドで種牡馬として供用される。

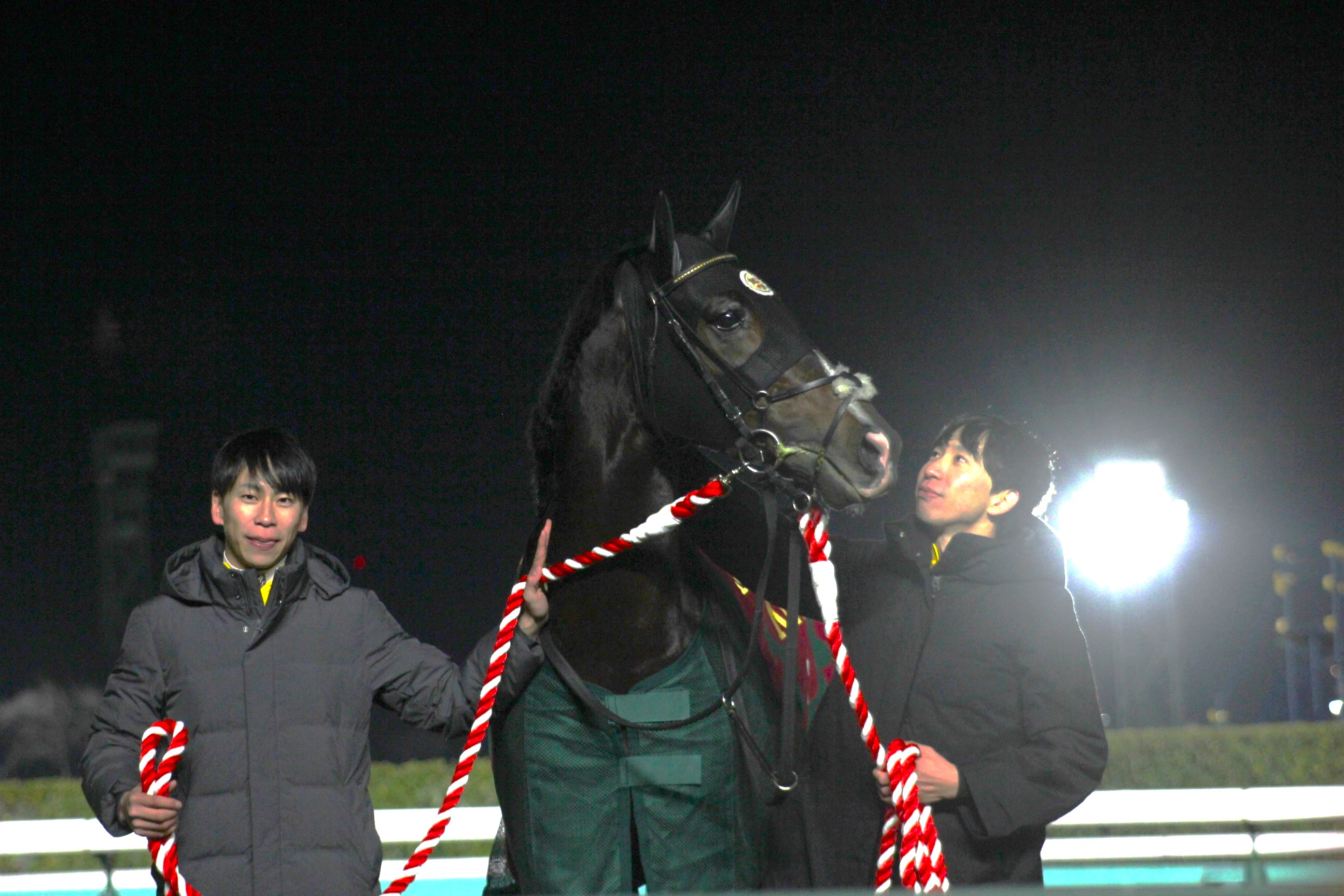
引退式終了後に引き馬をする横山武史騎手（写真左）、横山和生騎手（写真右）。

## 競走成績
以下の内容は、JBISサーチ、netkeiba.comおよびFrance Galopの情報に基づく。
| 競走日     | 競馬場         | 競走名             | 格   | 距離（馬場）  | 頭 数 | 枠 番 | 馬 番 | オッズ （人気） | 着順 | タイム （上り3F） | 着差  | 騎手      | 斤量 [kg] | 1着馬（2着馬）         | 馬体重 [kg] |
| ---------- | -------------- | ------------------ | ---- | ------------- | ----- | ----- | ----- | --------------- | ---- | ----------------- | ----- | --------- | --------- | ---------------------- | ----------- |
| 2020.10.04 | 中山           | 2歳新馬            |      | 芝1800m（良） | 14    | 4     | 5     | 002.30（1人）   | 01着 | R1:51.4（35.9）   | -0.2  | 0戸崎圭太 | 55        | （ノーダブルディップ） | 472         |
| 0000.11.23 | 東京           | 東スポ杯2歳S       | GIII | 芝1800m（良） | 10    | 2     | 2     | 016.60（5人）   | 02着 | R1:47.7（33.9）   | -0.2  | 0戸崎圭太 | 55        | ダノンザキッド         | 470         |
| 0000.12.26 | 中山           | ホープフルS        | GI   | 芝2000m（良） | 15    | 6     | 11    | 019.50（7人）   | 04着 | R2:03.3（37.0）   | -0.5  | 0戸崎圭太 | 55        | ダノンザキッド         | 470         |
| 2021.03.07 | 中山           | 弥生賞ディープ記念 | GII  | 芝2000m（良） | 10    | 4     | 4     | 017.90（4人）   | 01着 | R2:02.0（34.5）   | -0.2  | 0横山武史 | 56        | （シュネルマイスター） | 466         |
| 0000.04.18 | 中山           | 皐月賞             | GI   | 芝2000m（稍） | 16    | 7     | 13    | 017.00（8人）   | 02着 | R2:01.1（37.5）   | -0.5  | 0田辺裕信 | 57        | エフフォーリア         | 462         |
| 0000.05.30 | 東京           | 東京優駿           | GI   | 芝2400m（良） | 17    | 7     | 14    | 030.40（8人）   | 06着 | R2:23.1（34.3）   | -0.6  | 0田辺裕信 | 57        | シャフリヤール         | 464         |
| 0000.09.20 | 中山           | セントライト記念   | GII  | 芝2200m（良） | 14    | 5     | 7     | 002.90（1人）   | 13着 | R2:13.6（36.4）   | -1.3  | 0横山武史 | 56        | アサマノイタズラ       | 466         |
| 0000.10.24 | 阪神           | 菊花賞             | GI   | 芝3000m（良） | 18    | 2     | 3     | 008.00（4人）   | 01着 | R3:04.6（35.1）   | -0.8  | 0横山武史 | 57        | （オーソクレース）     | 464         |
| 0000.12.26 | 中山           | 有馬記念           | GI   | 芝2500m（良） | 16    | 8     | 16    | 010.20（4人）   | 05着 | R2:32.5（36.9）   | -0.5  | 0横山和生 | 55        | エフフォーリア         | 476         |
| 2022.03.26 | 中山           | 日経賞             | GII  | 芝2500m（稍） | 15    | 6     | 11    | 001.60（1人）   | 01着 | R2:35.4（34.7）   | -0.1  | 0横山和生 | 57        | （ボッケリーニ）       | 476         |
| 0000.05.01 | 阪神           | 天皇賞（春）       | GI   | 芝3200m（稍） | 18    | 8     | 16    | 004.90（2人）   | 01着 | R3:16.2（36.4）   | -1.1  | 0横山和生 | 58        | （ディープボンド）     | 474         |
| 0000.06.26 | 阪神           | 宝塚記念           | GI   | 芝2200m（良） | 17    | 3     | 6     | 004.20（2人）   | 01着 | R2:09.7（36.1）   | -0.3  | 0横山和生 | 58        | （ヒシイグアス）       | 476         |
| 0000.10.02 | パリロンシャン | 凱旋門賞           | G1   | 芝2400m（TS） | 20    | 10    | 11    | 015.00（6人）   | 11着 | 02:38.12（42.73） | -2.41 | 0横山和生 | 59.5      | Alpinista              | 計不        |
| 0000.12.25 | 中山           | 有馬記念           | GI   | 芝2500m（良） | 16    | 7     | 13    | 003.60（2人）   | 09着 | R2:34.1（37.6）   | -1.7  | 0横山和生 | 57        | イクイノックス         | 476         |
| 2023.03.25 | 中山           | 日経賞             | GII  | 芝2500m（不） | 12    | 2     | 2     | 002.40（2人）   | 01着 | R2:36.8（36.8）   | -1.3  | 0横山和生 | 59        | （ボッケリーニ）       | 478         |
| 0000.04.30 | 京都           | 天皇賞（春）       | GI   | 芝3200m（稍） | 17    | 2     | 3     | 001.70（1人）   |      | 競走中止          |       | 0横山和生 | 58        | ジャスティンパレス     | 474         |
| 0000.09.24 | 中山           | オールカマー       | GII  | 芝2200m（良） | 15    | 2     | 2     | 002.50（1人）   | 02着 | R2:12.2（35.7）   | -0.2  | 0横山和生 | 58        | ローシャムパーク       | 472         |
| 0000.11.26 | 東京           | ジャパンC          | GI   | 芝2400m（良） | 18    | 2     | 3     | 019.20（4人）   | 05着 | R2:23.1（35.0）   | -1.3  | 0横山和生 | 58        | イクイノックス         | 476         |
| 0000.12.24 | 中山           | 有馬記念           | GI   | 芝2500m（良） | 16    | 2     | 4     | 008.30（6人）   | 03着 | R2:31.2（36.2）   | -0.3  | 0横山和生 | 58        | ドウデュース           | 474         |

- タイム欄のRはレコード勝ちを示す
- 海外の競走の「枠番」欄はゲート番を記載
- 海外のオッズ・人気は現地主催者発表のもの（日本式のオッズ表記とした）

## 競走馬としての特徴
タイトルホルダーが弥生賞を勝った後の岡田牧雄によると、本馬はデアリングタクトと同様、人間に対してはおとなしい一方で、馬に対してはきつい性格だという。岡田は、競走馬として人間に従順でありながら他馬には負けようとしないことを肯定的に評価している。東京優駿に臨んだ際の岡田は、発馬の際に「他馬より1馬身は前にいる」と評するほどの運動神経の良さと、「長距離の不良馬場になったら、きっと大差で勝つでしょう」と評するほどの重馬場適性とを長所として挙げている。
仁川の帝王や長距離界のエースと呼ばれた。

## 血統表
| タイトルホルダーの血統                 | タイトルホルダーの血統                         | タイトルホルダーの血統                         | （血統表の出典）                               | （血統表の出典）  |
| 父系                                   | キングマンボ系                                 | キングマンボ系                                 | キングマンボ系                                 | [ § 2 ]           |
| 父 ドゥラメンテ 2012 鹿毛 北海道安平町 | 父の父キングカメハメハ 2001 鹿毛               | Kingmambo                                      | Mr. Prospector                                 | Mr. Prospector    |
| 父 ドゥラメンテ 2012 鹿毛 北海道安平町 | 父の父キングカメハメハ 2001 鹿毛               | Kingmambo                                      | Miesque                                        |                   |
| 父 ドゥラメンテ 2012 鹿毛 北海道安平町 | 父の父キングカメハメハ 2001 鹿毛               | *マンファス                                    | *ラストタイクーン                              | *ラストタイクーン |
| 父 ドゥラメンテ 2012 鹿毛 北海道安平町 | 父の父キングカメハメハ 2001 鹿毛               | *マンファス                                    | Pilot Bird                                     |                   |
| 父 ドゥラメンテ 2012 鹿毛 北海道安平町 | 父の母アドマイヤグルーヴ 2000 鹿毛             | *サンデーサイレンス                            | Halo                                           | Halo              |
| 父 ドゥラメンテ 2012 鹿毛 北海道安平町 | 父の母アドマイヤグルーヴ 2000 鹿毛             | *サンデーサイレンス                            | Wishing Well                                   |                   |
| 父 ドゥラメンテ 2012 鹿毛 北海道安平町 | 父の母アドマイヤグルーヴ 2000 鹿毛             | エアグルーヴ                                   | *トニービン                                    | *トニービン       |
| 父 ドゥラメンテ 2012 鹿毛 北海道安平町 | 父の母アドマイヤグルーヴ 2000 鹿毛             | エアグルーヴ                                   | ダイナカール                                   |                   |
| 母 *メーヴェ 2008 黒鹿毛 イギリス      | 母の父Motivator 2002 鹿毛                      | Montjeu                                        | Sadler's Wells                                 | Sadler's Wells    |
| 母 *メーヴェ 2008 黒鹿毛 イギリス      | 母の父Motivator 2002 鹿毛                      | Montjeu                                        | Floripedes                                     |                   |
| 母 *メーヴェ 2008 黒鹿毛 イギリス      | 母の父Motivator 2002 鹿毛                      | Out West                                       | Gone West                                      | Gone West         |
| 母 *メーヴェ 2008 黒鹿毛 イギリス      | 母の父Motivator 2002 鹿毛                      | Out West                                       | Chellingoua                                    |                   |
| 母 *メーヴェ 2008 黒鹿毛 イギリス      | 母の母Top Table 1989 鹿毛                      | Shirley Heights                                | Mill Reef                                      | Mill Reef         |
| 母 *メーヴェ 2008 黒鹿毛 イギリス      | 母の母Top Table 1989 鹿毛                      | Shirley Heights                                | Hardiemma                                      |                   |
| 母 *メーヴェ 2008 黒鹿毛 イギリス      | 母の母Top Table 1989 鹿毛                      | Lora's Guest                                   | Be My Guest                                    | Be My Guest       |
| 母 *メーヴェ 2008 黒鹿毛 イギリス      | 母の母Top Table 1989 鹿毛                      | Lora's Guest                                   | Lora                                           |                   |
| 母系(F-No.)                            | メーヴェ(GB)系(FN:9-c)                         | メーヴェ(GB)系(FN:9-c)                         | メーヴェ(GB)系(FN:9-c)                         | [ § 3 ]           |
| 5代内の近親交配                        | Mr.Prospector 4×5, Northern Dancer 5･5（母内） | Mr.Prospector 4×5, Northern Dancer 5･5（母内） | Mr.Prospector 4×5, Northern Dancer 5･5（母内） | [ § 4 ]           |
| 出典                                   | 1. 2. 3. 4.                                    | 1. 2. 3. 4.                                    | 1. 2. 3. 4.                                    | 1. 2. 3. 4.       |

- 半姉にメロディーレーン（古都ステークス、菊花賞5着。JRA最少体重勝利記録保持馬）[91]。
- 牝系は大系統ではホクトベガやタニノギムレット、スマートファルコンと同じムムタズマハル系に属し、5代母コーテッサの子孫からは本馬のほかにゴールデンホーン、クラックスマン、ベリーエレガント、オクタゴナルなどが出ている。